# Ptychodes
Ptychodes is een kevergeslacht uit de familie van de boktorren (Cerambycidae). De wetenschappelijke naam van het geslacht werd voor het eerst geldig gepubliceerd in 1835 door Audinet-Serville.

## Soorten
Ptychodes omvat de volgende soorten:
- Ptychodes alboguttatus Bates, 1880
- Ptychodes bifasciatus Dillon & Dillon, 1941
- Ptychodes dilloni Breuning, 1949
- Ptychodes guttulatus Dillon & Dillon, 1941
- Ptychodes mixtus Bates, 1880
- Ptychodes politus Audinet-Serville, 1835
- Ptychodes punctatus Dillon & Dillon, 1941
- Ptychodes taeniotoides Thomson, 1865